# Camila Zillotti
Camila Cecilia Zillotti (Gobernador Ugarte, Provincia de Buenos Aires, Argentina; 23 de febrero de 1996) es una futbolista y ex-atleta argentina. Juega de delantera y mediocampista en Ferro Carril Oeste de la Primera División A de Argentina.

## Trayectoria

### Inicios
Jugó al fútbol en Defensoras de Ugarte y el Club San Lorenzo. En 2018 jugó en Deportivo Colón y se consagró campeona de Liguilla y subcampeona de Torneo Clausura de Juveniles 2018 de Chivilcoy. En 2019 fue parte de la Selección Femenina de la Liga Chivilcoyana.

### Vélez Sarsfield
A inicios de 2020, a mitad de temporada de la Primera División C 2019-20, se une al conjunto de Liniers. Debutó el 29 de febrero de 2020 ingresando en el segundo tiempo por la fecha 16 de susodicho torneo ante Trocha de Mercedes, en la victoria de su equipo 4-0. En su debut dio 2 asistencias.
En diciembre de 2020, Se consagra campeona y asciende a Primera División B (segunda categoría) luego de vencer a Argentino de Merlo por 2-0, en donde Zillotti fue autora de uno de los goles.

### Independiente
En marzo de 2022 se hace oficial su llegada a Las Diablas. En diciembre de 2023 se confirma su salida del club.

### Ferro Carril Oeste
Se suma a Ferro de la Primera División en 2024 para la temporada de susodicho año.

## Estadísticas

### Clubes
| Club               | Liga               | País      | Año             |
| ------------------ | ------------------ | --------- | --------------- |
| Vélez Sarsfield    | Primera División C | Argentina | 2020 - 2021     |
| Vélez Sarsfield    | Primera División B | Argentina | 2021 - 2022     |
| Independiente      | Primera División A | Argentina | 2022 - 2023     |
| Ferro Carril Oeste | Primera División A | Argentina | 2024 - presente |

## Atletismo
Además de futbolista también fue atleta en la federación metropolitana, donde llegó a ser subcampeona nacional, medalla de oro en "Posta 4×100" y plata en "100 y 200" compitiendo en Rosario en el año 2017. Lo que la llevó a recibir reconocimientos por parte de la municipalidad.